# الموانئ البونية بقرطاج

مواقع الموانئ البونية في جنوب قرطاج.

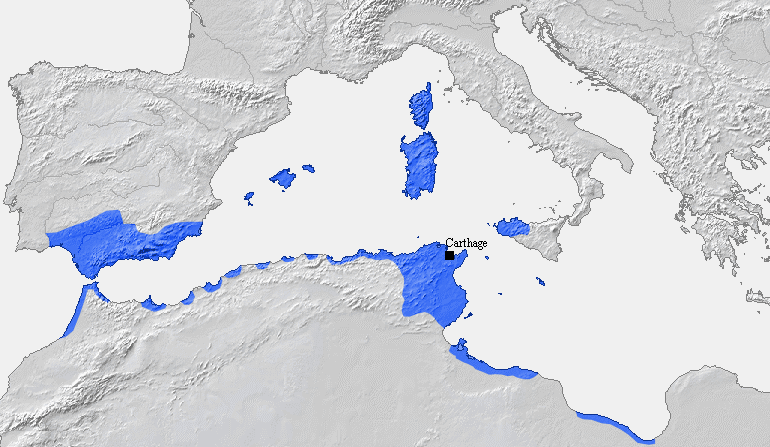
إمبراطورية قرطاج قبل الحرب البونية الأولى.

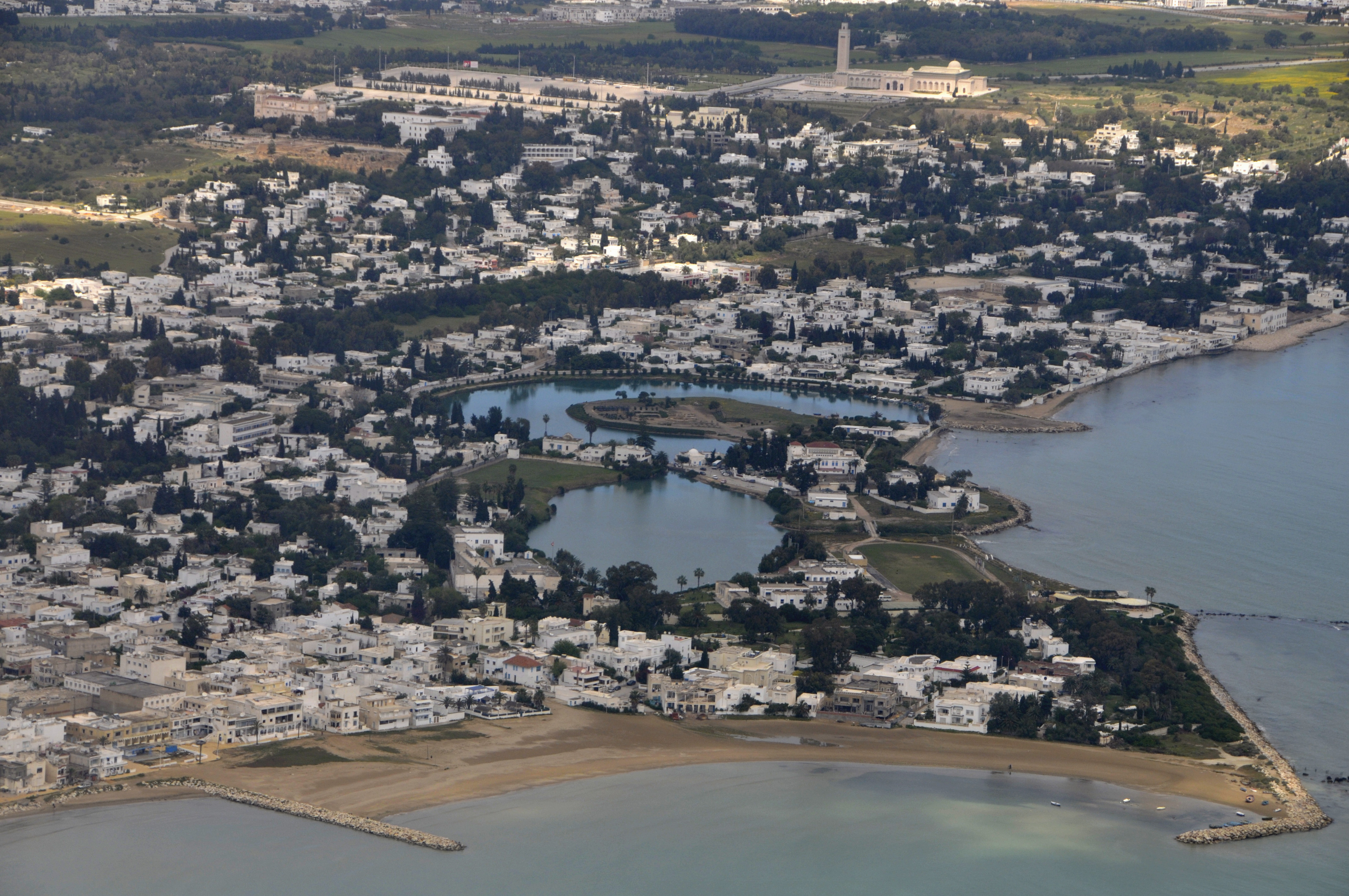
صورة جوية لبحيرات الميناء العسكري والتجاري.

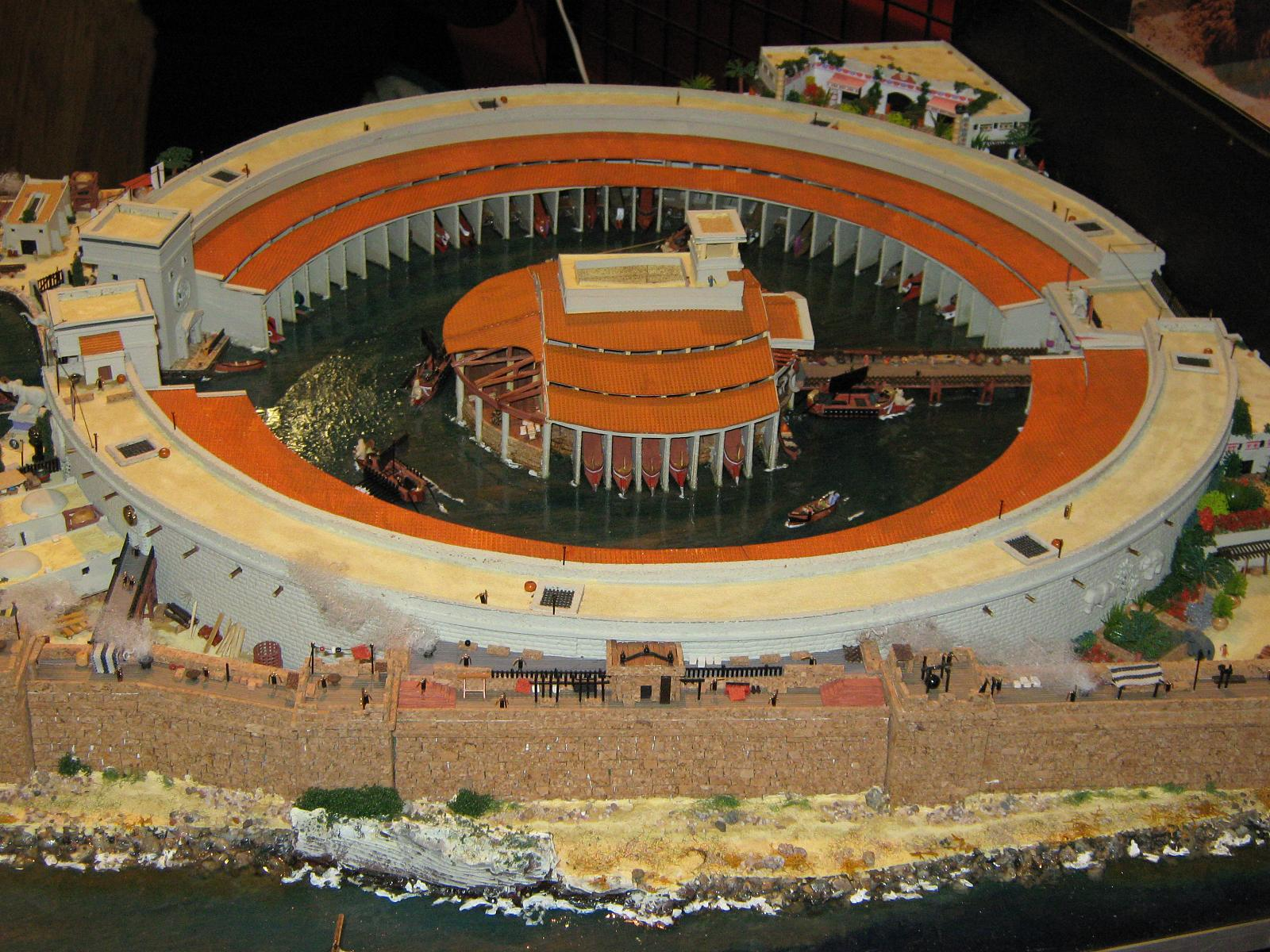
مجسم مصغر لميناء عسكري قديم في قرطاج.

الموانئ البونية بقرطاج  هي موانئ قديمة في مدينة قرطاج القديمة الواقعة حاليا في تونس.

في التاريخ القديم، مدينة قرطاج الفينيقية والبونية توصف عادة «بإمبراطورية البحر» لقوتها في المنطقة، ولاعتمادها على القوة البحرية في المجال العسكري والتجاري للسيطرة والتأثير على العديد من الأماكن في البحر الأبيض المتوسط.

## دور الموانئ البونية
ساهم الميناء في بناء قوة قرطاج التدارية و العسكرية حيث مثل مركز انطلاق و استقبال مختلف المسالك التجارية و هو ما جعلها تفرض هيمنة على الحوض الغربي للمتوسط اين اسس القرطاجيون عديد المستوطنات
تدعمت القوي التجارية بفضل اسطول عسكري قوي يرافق مختلف الرحلات التجارية و يؤمن المسالك التجارية كما تم استغلال الاسطل العسكري في عملية توسيع المجال الجغرافي.

## مقالات ذات صلة
- الموقع الأثري بقرطاج
- ميناء قديم
- قائمة الموانئ القديمة

## روابط خارجية
- صور فضائية لموقع قرطاج (جوجل إيرث).